# Xya punctata
Xya punctata is een rechtvleugelig insect uit de familie Tridactylidae. De wetenschappelijke naam van deze soort is voor het eerst geldig gepubliceerd in 1967 door Bey-Bienko.